# Оскар Шомбург
Оскар Шомбург (нім. Oskar Schomburg; 19 серпня 1897, Шанхай — 18 червня 1973) — німецький офіцер-підводник, капітан-цур-зее крігсмаріне.

## Біографія
1 жовтня 1915 року вступив на флот. Учасник Першої світової війни. Після демобілізації армії залишений на флоті. З 1 жовтня 1938 по серпень 1939 року — командир підводного човна U-26. В серпні 1939 року переданий в розпорядження керівника підводних човнів на Сході. З жовтня 1939 року — командир ділянки «Гела». З листопада 1939 року — начальник штабу командувача охоронними частинами на Балтійському морі, з квітня 1940 року — командувача-адмірала на Західному узбережжі Норвегії. З квітня 1941 року — начальник відділу керівництва морською війною ОКМ. З лютого 1943 року — начальник штабу інспекції загороджувального озброєння. З січня 1945 року — морський комендант Бергена. В травні 1945 року взятий в полон союзниками. 8 жовтня 1947 року звільнений.

## Звання
- Морський кадет (1 жовтня 1915)
- Фенріх-цур-зее (13 липня 1916)
- Лейтенант-цур-зее (13 грудня 1917)
- Оберлейтенант-цур-зее (1 січня 1921)
- Капітан-лейтенант (1 жовтня 1928)
- Корветтен-капітан (1 квітня 1935)
- Фрегаттен-капітан (1 квітня 1938)
- Капітан-цур-зее (1 січня 1940)

## Нагороди
- Залізний хрест
  - 2-го класу (6 грудня 1917)
  - 1-го класу (10 грудня 1920)
- Ганзейський хрест (Бремен; вересень 1919)
- Почесний хрест ветерана війни з мечами (грудень 1934)
- Медаль «За вислугу років у Вермахті» 4-го, 3-го і 2-го класу (18 років)
- Застібка до Залізного хреста
  - 2-го класу (10 січня 1940)
  - 1-го класу (19 травня 1940)
- Хрест Воєнних заслуг
  - 2-го класу з мечами (1 вересня 1943)
  - 1-го класу з мечами (1 вересня 1944)